# Pa Modou Jagne
Pa Modou Jagne (Banjul, 26 dicembre 1989) è un allenatore di calcio ed ex calciatore gambiano, di ruolo centrocampista o difensore, tecnico in seconda del Dietikon.

## Carriera

### Club
Dopo avere ottenuto il prestito di Pa Modou Jagne dal Wil, il San Gallo decide di acquistarlo a titolo definitivo fino al 30 giugno 2012.

### Nazionale
Dopo aver giocato nella nazionale gambiana Under-20 (con la quale nel 2007 ha partecipato al Mondiale di categoria), nel 2008 ha esordito in nazionale maggiore; è stato convocato per la Coppa delle nazioni africane 2021.

## Statistiche

### Cronologia presenze e reti in nazionale
| Cronologia completa delle presenze e delle reti in nazionale ― Gambia | Cronologia completa delle presenze e delle reti in nazionale ― Gambia | Cronologia completa delle presenze e delle reti in nazionale ― Gambia | Cronologia completa delle presenze e delle reti in nazionale ― Gambia | Cronologia completa delle presenze e delle reti in nazionale ― Gambia | Cronologia completa delle presenze e delle reti in nazionale ― Gambia | Cronologia completa delle presenze e delle reti in nazionale ― Gambia | Cronologia completa delle presenze e delle reti in nazionale ― Gambia |
| Data                                                                  | Città                                                                 | In casa                                                               | Risultato                                                             | Ospiti                                                                | Competizione                                                          | Reti                                                                  | Note                                                                  |
| --------------------------------------------------------------------- | --------------------------------------------------------------------- | --------------------------------------------------------------------- | --------------------------------------------------------------------- | --------------------------------------------------------------------- | --------------------------------------------------------------------- | --------------------------------------------------------------------- | --------------------------------------------------------------------- |
| 29-1-2022                                                             | Douala                                                                | Gambia                                                                | 0 – 2                                                                 | Camerun                                                               | Coppa d'Africa 2021 - Quarti di finale                                | -                                                                     | cap. 33’ 56’                                                          |
| Totale                                                                |                                                                       | Presenze                                                              | 1                                                                     |                                                                       | Reti                                                                  | 0                                                                     |                                                                       |

## Palmarès

### Club

#### Competizioni nazionali
- Coppa Svizzera: 2

Sion: 2014-2015
Zurigo: 2017-2018